# J-36 (航空機)
J-36
- 用途：戦闘機
- 分類：不明
- 製造者：中国航空工業集団公司
- 運用者： 中国（中国人民解放軍空軍）
- 初飛行：2024年12月26日（推定）
- 生産数：2機（モデル機、テストフライト機）
- 運用状況：試験中

J-36は、中華人民共和国の
成都飛機工業集団（CAIC）が開発・試験中の無尾翼軍用機の推定名称である。2024年12月26日、四川省成都で技術実証機2機（うち1機はCAICが設計）が試験飛行を行っているのが目撃されたとされる。このとき、同社のJ-20Sと編隊飛行を行っていた。中国人民解放軍空軍の慣例に則り、機体シリアル番号（36011）が「36」で始まるため、このモデルは「J-36」と命名されていると推測されるが、公式情報ではない。また、本項の記述はいずれも中国当局の発表に基づくものではない。

## 設計
機体はデルタ翼を持ち、垂直尾翼がない。また、隣を飛行しているJ-20Sと比較して大きいことから、より多くの兵装を積んで長距離を飛行できると考えられる。

## 開発経緯
2017年10月、中国中央電視台は、中国の第6世代戦闘機の開発がすでに始まっていると報じた。
2024年11月、珠海航空祭で当該機らしきモックアップが展示された。
2024年12月26日、成都近郊の地元住民が、尾翼のない航空機（シリアルナンバー36011）がJ-20Sを伴って試験飛行を行っている様子を映したビデオを撮影したとされる。12月26日を公開飛行デモンストレーションに選んだのは、元中国共産党主席の毛沢東の誕生日に敬意を表したものと広く考えられる。